# Sepia pharaonis
Espèce
Statut de conservation UICN

 DD  : Données insuffisantes
Sepia pharaonis, la Seiche pharaon, est une espèce marine de mollusques céphalopodes de la famille des Sepiidae.

## Distribution
Elle se rencontre dans l'océan Indien, la mer Rouge, le golfe Persique. Elle se trouve aussi en Asie et en Océanie, dans l'océan indien et la mer d'Andaman...

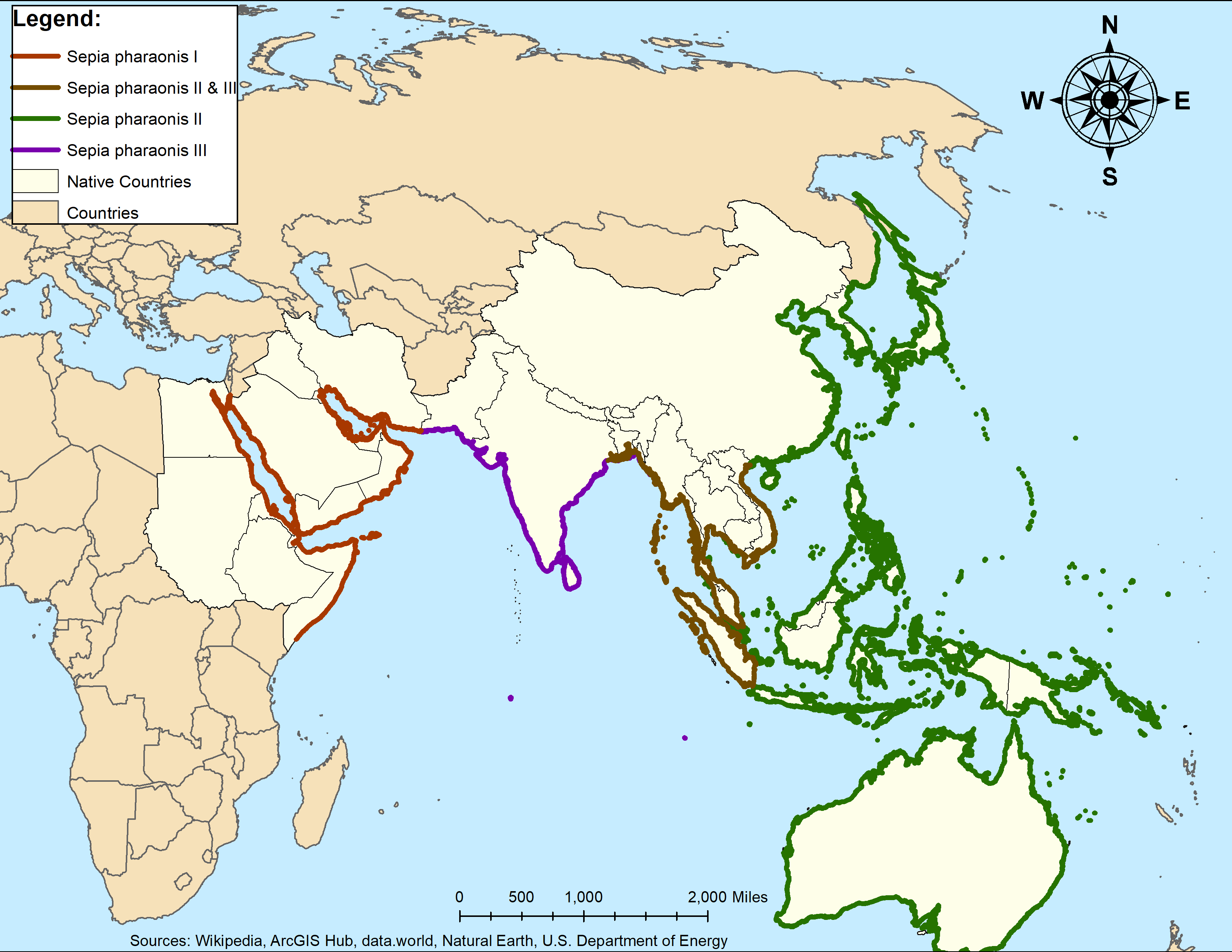
Répartition de la seiche pharaon

## Philatélie
Le Sultanat d'Oman lui a dédié un timbre, émis en 1999.